# Paragon Peak
Paragon Peak är ett berg i Kanada.   Det ligger på gränsen mellan Alberta och British Columbia, i den västra delen av landet, 3 200 km väster om huvudstaden Ottawa. Toppen på Paragon Peak är 3 031 meter över havet.  Det ingår i The Ramparts.
Terrängen runt Paragon Peak är bergig åt sydväst, men åt nordost är den kuperad.Trakten runt Paragon Peak är nära nog obefolkad, med mindre än två invånare per kvadratkilometer.. Det finns inga samhällen i närheten. 
Trakten runt Paragon Peak består i huvudsak av gräsmarker.